# Бабаев, Михаил Юрьевич
Михаил Юрьевич Бабаев (род. 19 января 1986, Краснознаменский, Московская область) — российский регбист, защитник (крайний трёхчетвертной); тренер.

## Карьера

### Клубная
Выступает за команду «ВВА-Подмосковье» с 2005 года.

### В сборной
Дебютировал в сборной 28 октября 2006 в матче против Португалии. Провёл 73 игры, набрал 20 очков. Участник чемпионата мира 2011 года: сыграл матчи против Ирландии и Австралии. Несмотря на то, что играл с травмой ноги, расценил для себя чемпионат как провальный.
В сборной по регби-7 стал чемпионом Европы в 2009 году.